# Fadel Gobitaka
Fadel Gobitaka (Sint-Agatha-Berchem, 16 januari 1998) is een Togolees-Belgische voetballer. Hij is een aanvallende middenvelder en speelt sinds 2021 voor La Louvière.

## Carrière

### Jeugd
Fadel Gobitaka werd in 1998 geboren in het Brusselse Sint-Agatha-Berchem als de zoon van Togolese ouders, maar groeide op in Henegouwen. Hij sloot zich op vijfjarige leeftijd aan bij Gosselies Sports. Daar werd hij na enkele jaren ontdekt door het naburige Sporting Charleroi. In mei 2013 maakte hij de overstap naar de jeugdacademie van Standard Luik, waar hij twee jaar later zijn eerste profcontract van drie seizoenen tekende.

### Standard Luik
Gobitaka maakte op 27 december 2015 zijn officieel debuut voor Standard Luik. De aanvallende middenvelder mocht van coach Yannick Ferrera in de 88e minuut invallen voor ploeggenoot Mathieu Dossevi in de met 3-0 gewonnen thuiswedstrijd tegen Moeskroen-Péruwelz. Hij vertrok er in 2018 met amper drie wedstrijden op zijn palmares.